# Giardino AIDO
Il giardino AIDO, precedentemente denominato giardino Viterbo Nikolajevka, è un parco urbano di Milano, sito nel quartiere di Baggio, alla periferia occidentale della città.

## Descrizione
Inaugurato nel 1986 e dedicato nel 2009 all'Associazione Italiana per la Donazione di Organi, ha una superficie di 55 900 m², e non essendo recintato è sempre accessibile. All'interno del parco è presente l'antica cascina Sella Nuova, di origine quattrocentesca.
Le principali specie arboree presenti sono l'Acer negundo, l'Acer saccharinum, il Fraxinus excelsior, la Juglans nigra, la Prunus cerasifera, la Ulmus glabra, la Pinus wallichiana, la Pinus nigra e la Quercus rubra.